# State of Art
«State of Art» es una canción interpretada por la banda escocesa de new wave Friends Again. La canción fue publicada a mediados de octubre de 1983 como el tercer sencillo del primer y único álbum de estudio de la banda Trapped and Unwrapped (1984).

## Grabación y lanzamientos
La canción fue escrita por Chris Thomson, vocalista y guitarrista principal de la banda, y fue producida por Bob Sargeant.
«State of Art» fue publicado por primera vez el 14 de octubre de 1983 por Phonogram Inc. como sencillo y alcanzó el puesto #93 en la lista de sencillos del Reino Unido. Además de su lanzamiento como sencillo, la canción apareció como la canción de apertura del lado B en el primer y único álbum de estudio de la banda Trapped and Unwrapped (1984). Una versión mezclada por Pat Moran apareció en la edición extendida del EP The Friends Again. «State of Art» apareció en el álbum recopilatorio de la banda In the Beginning (2019), y en la caja recopilatoria de Cherry Red Records The Sun Shines Here: The Roots of Indie Pop 1980–1984 (2021).

## Lista de canciones
Todas las canciones escritas y compuestas por Chris Thomson.
7" version
1. «State of Art» – 3:53
2. «Winked At» – 3:57

12" version
1. «State of Art» (extended) – 6:03
2. «Winked At» – 3:57
3. «State of Art» (instrumental) – 3:58

## Créditos y personal
Créditos adaptados desde las notas de sencillo.
Friends Again
- Chris Thomson – voz principal, guitarra rítmica
- James Grant – guitarra líder, coros
- Neil Cunningham – bajo eléctrico
- Paul McGeechan – piano, vibráfono
- Stuart Kerr – batería, coros

Personal técnico
- Bob Sargeant – productor
- Brian Griffin – fotografía
- Jb – diseño de portada

## Posicionamiento
| Gráfica (1983)                 | Pico de posición |
| ------------------------------ | ---------------- |
| Reino Unido (UK Singles Chart) | 93               |